# Аникщяй
Аникщя́й (лит. Anykščiai, уст. рус. Они́кшты, Оникшта, Аникшчя́й) — город в северной части Литвы, административный центр Аникщяйского района и Аникщяйского староства. Имеет статус курортной территории.

## Положение и общая характеристика

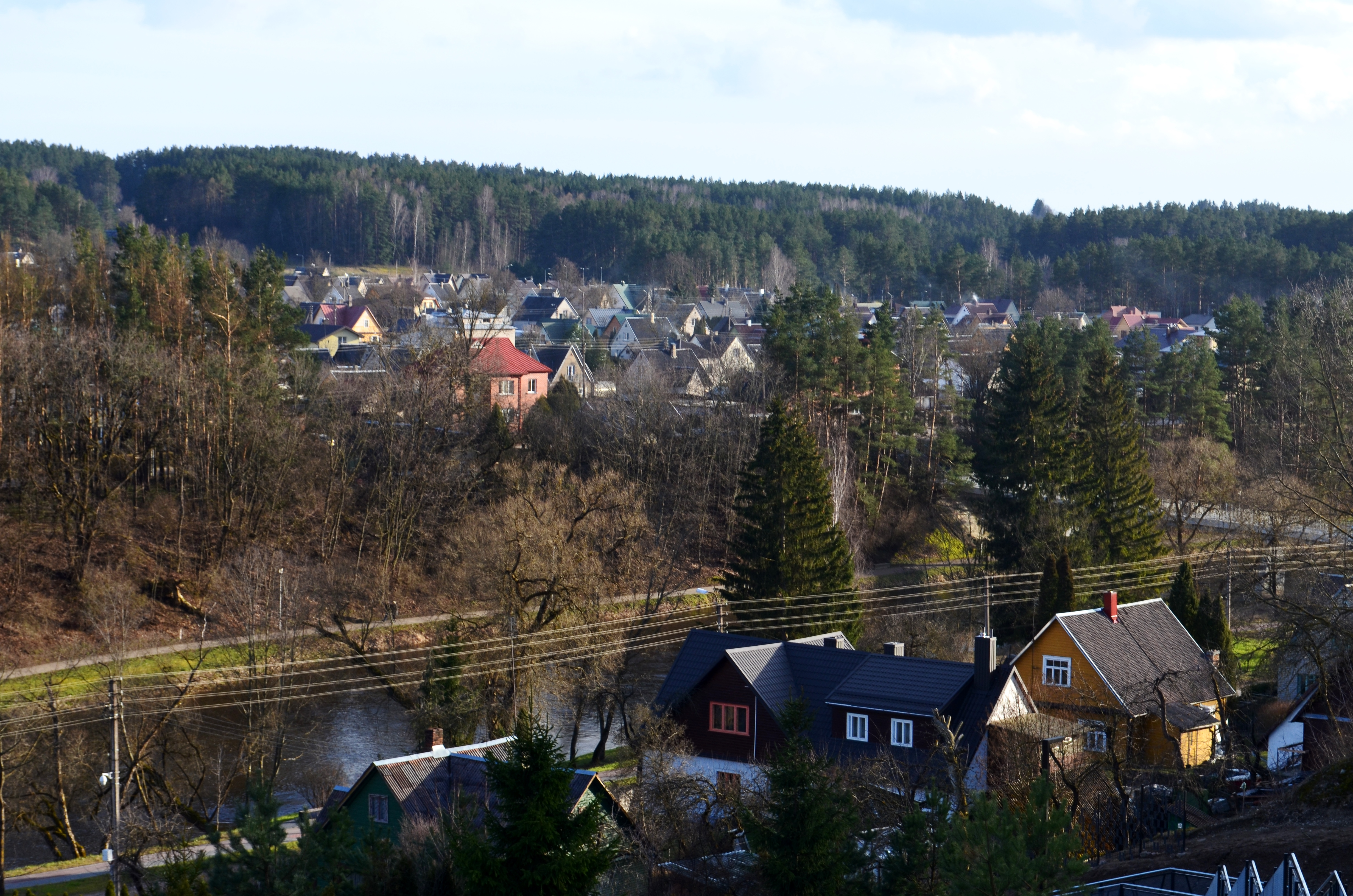
Частный сектор города Аникщяй

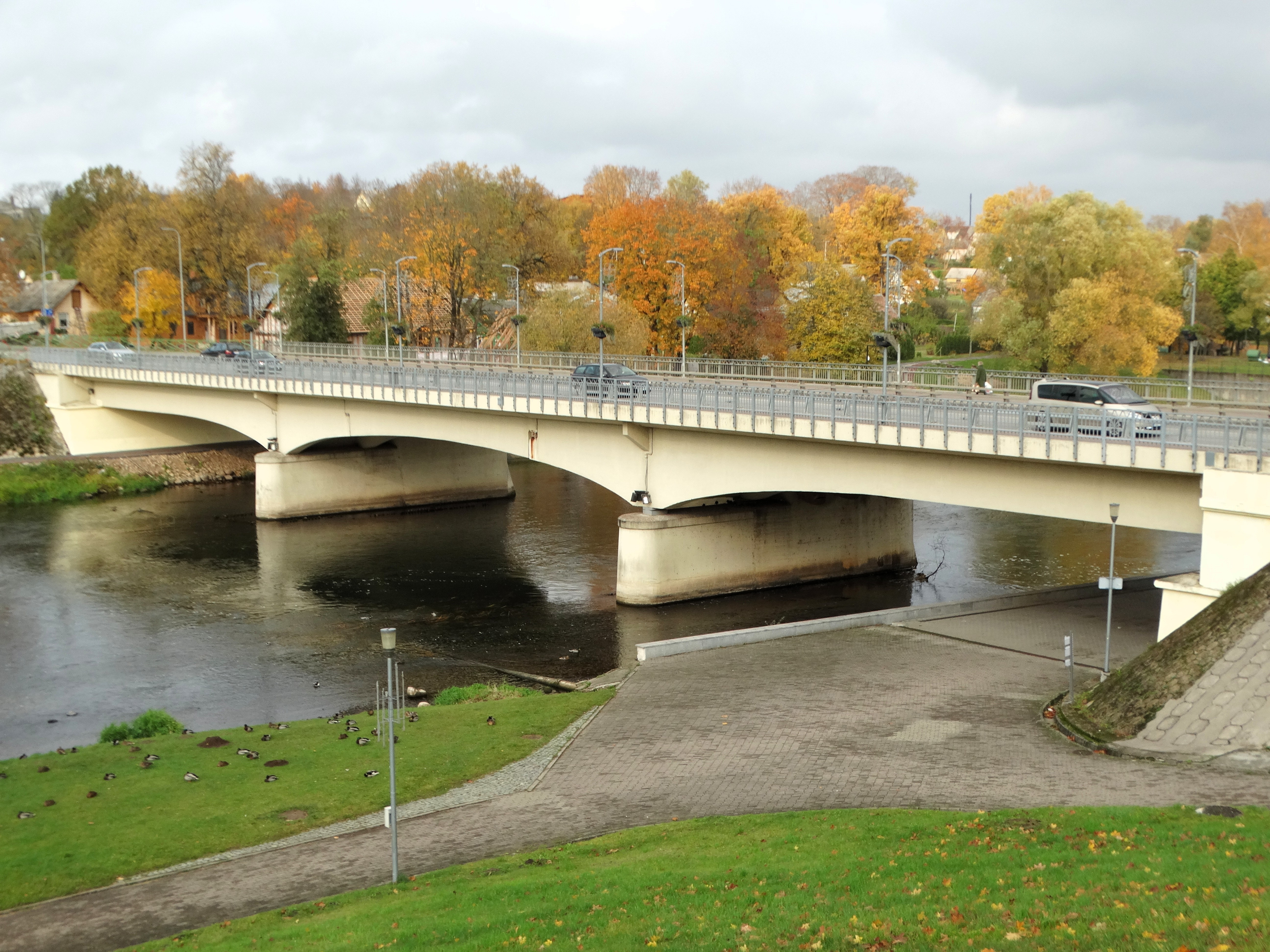
Мост над Швянтойи

Расположен в 52 км от Утяны и 110 км от Вильнюса по обоим берегам реки Швентойи (лит. Šventoji, бассейн Немана). Бо́льшая часть города и центр находятся на левом берегу реки, на правом берегу — район железнодорожного вокзала Ažùpiečiai. Музейная железнодорожная станция Аукштайстской узкоколейной железной дороги.
Действующая с 1922 года войлочно-валяльная фабрика, с 1926 года — винодельческий завод (плодово-ягодные вина); завод строительных материалов, маслозавод, небольшие предприятия по производству трикотажа, мебели.
В городе расположен главный офис компании „Anykščių vynas“, занимающаяся производством алкогольных и слабоалкогольных напитков. Основателем компании считается агроном Балис Каразия, который в 1926 году в подвале арендованного дома наладил производство яблочного вина. Работает карьер по добыче высококачественного кварцевого песка, который используется для производства стекла, стройматериалов, а раньше использовался для производства интегральных микросхем, кинескопов. ЗАО «Аникщю варис», производящее электроды для сварки металлов, находится в стадии ликвидации.
Работает спа-отель „Spa Vilnius Anykščiai“. Имеются гимназия имени Й. Билюнаса, прогимназия имени А. Венуолиса, основная школа имени А. Баранаускаса, четыре детских сада, музыкальная школа, библиотека, центр культуры. Издаются газеты „Anykšta“ и „Šilelis“.

## Название
Название происходит от названия реки Оникшты (лит. Anykšta), впадающей в реку Швентойи.

## Герб
Первоначальный герб города утверждён привилегией, предоставлявшей права города и подписанной королём польским Станиславом Августом 17 января 1792 года. Герб изображал трёхарочный мост над рекой, на котором стоит святой Ян Непомуцкий с распятием и пальмовой ветвью в руках.
После того, как в 1966 году при Министерстве культуры Литовской ССР начала работать Республиканская геральдическая комиссия, по инициативе местных властей был разработан «современный» вариант герба, исполненный художником Витаутасом Калинаускасом: на синем фоне изображён красный трёхарочный мост над рекой, на мосту стоит девушка в белом одеянии с белой водяной лилией в правой руке и жёлтой книгой в левой; книга символизировала литературные традиции Аникщяй как колыбели классиков литовской литературы. Герб в таком виде был утверждён Республиканской геральдической комиссией 24 августа 1970 года. Однако найти широкого применения он не успел, так как в июле 1970 года в Вильнюс на Республиканский праздник песни делегации городов Литвы прибыли с гербами, флагами и прочей символикой, в чём почётные гости из Москвы и второй секретарь ЦК КПЛ В. И. Харазов не без оснований усмотрели проявление литовского национализма и сепаратистских настроений. Вскоре деятельность Республиканской геральдической комиссии была прекращена, а гербы литовских городов запрещены к использованию.
Нынешний герб принят 4 ноября 1992 года и воспроизводит первоначальный, представляя собой щит с изображением трёхарочного моста и святого Яна Непомуцкого на нём.

## История
Оникшты впервые упоминаются 7 ноября 1442 г. в документе великого князя Казимира Ягеллона. В 1566 году в пожаре сгорел костёл. Права города получили по привилегии, подписанной королём польским Станиславом Августом 17 января 1792 года. После третьего раздела Речи Посполитой (1795) статус населённого пункта понизился. Повторно он получил права города в 1938 году. В 1902 году открыта гидроэлектростанция.

## Население
| 2001    | 2002    | 2003    | 2004    | 2005    | 2006    | 2007    | 2008    | 2009    | 2010    | 2011    | 2012    |
| ------- | ------- | ------- | ------- | ------- | ------- | ------- | ------- | ------- | ------- | ------- | ------- |
| 11 964  | ↘11 897 | ↘11 856 | ↘11 677 | ↘11 507 | ↘11 149 | ↗11 415 | ↘11 208 | ↘10 988 | ↘10 854 | ↘10 610 | ↘10 392 |
| 2013    | 2014    | 2015    | 2016    | 2017    | 2018    | 2019    | 2020    | 2021    | 2022    | 2023    |         |
| ↘10 196 | ↘9968   | ↘9800   | ↘9580   | ↘9177   | ↘8839   | ↘8642   | ↘8496   | ↗8697   | ↘8496   | ↗8638   |         |

Перед Второй мировой войной было около 4 тысяч жителей, большинство из них — евреи (абсолютное большинство — 2754 в 1900 году). В 1968 году насчитывалось около 7 тысяч жителей, в 2001 году — 13,3 тыс.; в 2008 году — 12,4 тыс.;
на 1 июля 2013 года — 10102 человека. В 2020 году жителей было 8491 человек; абсолютное большинство составляют литовцы.
| 1867                           | 1896 | 1897   | 1923   | 1939   | 1959   | 1970   |
| ------------------------------ | ---- | ------ | ------ | ------ | ------ | ------ |
| 2293                           | 3500 | 3900   | 3500   | 4400   | 5442   | 8250   |
| 1974                           | 1976 | 1979   | 1989   | 2001   | 2010   | 2011   |
| 8800                           | 9100 | 10 325 | 12 758 | 11 958 | 11 618 | 11 391 |
| Гистограмма динамики населения |      |        |        |        |        |        |

## Достопримечательности

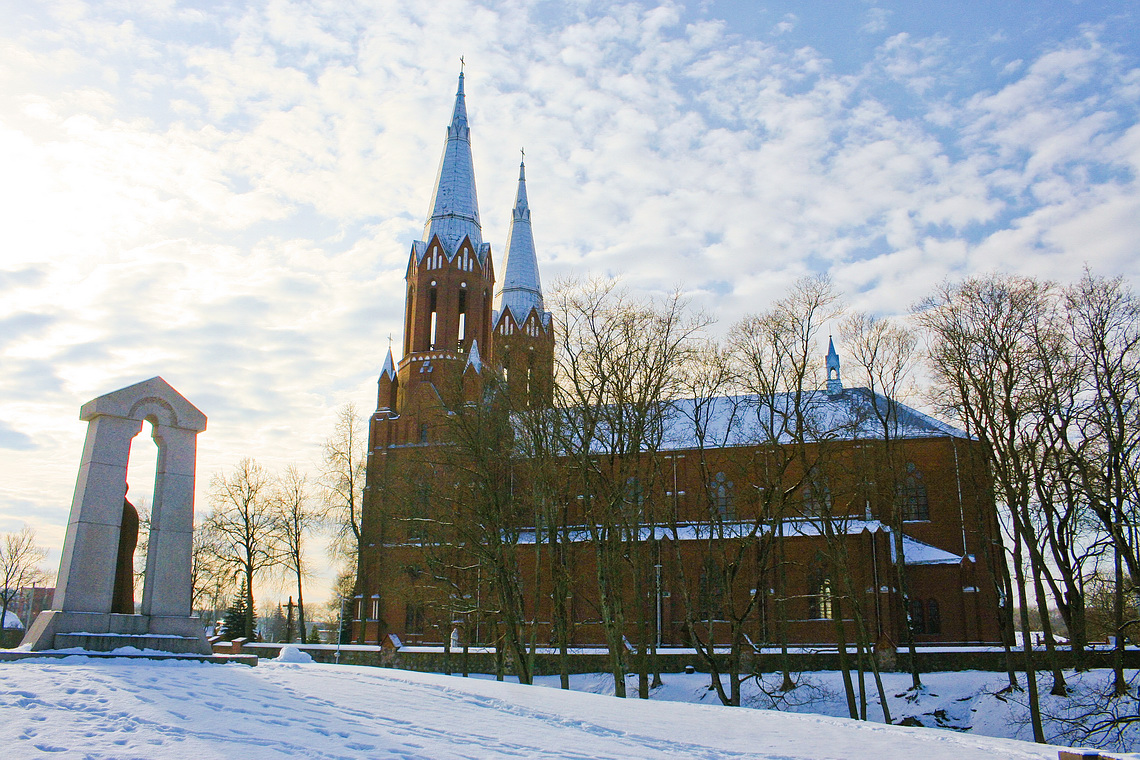
Костёл Святого Апостола Матфея

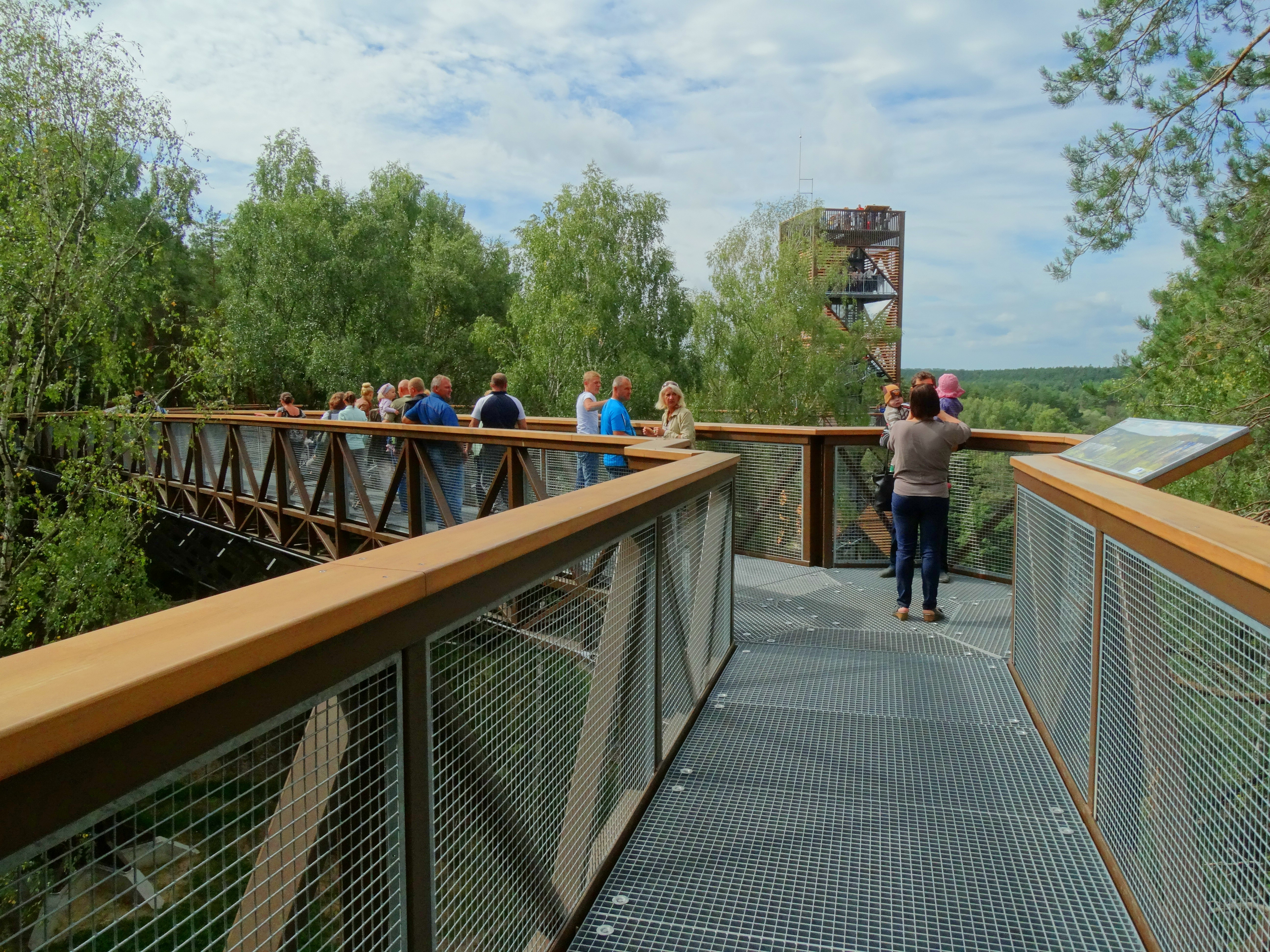
Навесной мост в Аникшяе

Действует несколько мемориальных и иных музеев. Среди них мемориальная клеть Антанаса Баранаускаса, в которой жил во время каникул литовский поэт и писал своё главное произведение — поэму «Аникшчяйский бор». Кроме того, здесь расположены мемориальный дом-музей писателя Антанаса Венуолиса, дом-музей писательницы Броне Буйвидайте, музейный комплекс действующей узкоколейной железной дороги. При столетнем здании местной железнодорожной станции (1898) создан музей Аукштайстской узкоколейной железной дороги..
Неоготический двухбашенный костёл Святого Апостола Матфея (1909; по некоторым данным, самый высокий храм в Литве); православная церковь Святого Александра Невского (1867).
Памятники епископу поэту Антанасу Баранаускасу (1993; скульптор Арунас Сакалаускас), писателю Антанасу Венуолису (1982; скульптор Пятрас Александравичюс).
Неподалёку от Аникщяй расположены другие достопримечательности — мемориальная усадьба писателя Йонаса Билюнаса и Музей лошади в Нюронисе, мемориальная усадьба библиографа, собирателя народного творчества, библиофила Станисловаса Диджюлиса (1856—1927) и его жены, первой литовской женщины-писательницы Людвики Диджюлене (1856—1927) в Грежёнелес.
В воспетом А. Баранаускасом Аникщяйском бору находится природный памятник валун Пунтукас — второй по величине камень в Литве (5,7 м высоты, 6,7 м ширины, 6,9 м длины, весом 265 тонн).
В Аникщяй находится, в старинном особняке, резиденция литовского Деда Мороза (Каледу Сенялис).

## Города-побратимы
- Хеек, Германия
- Кастелфорте, Италия
- Мадона, Латвия
- Олайне, Латвия
- Сейны, Польша
- Катановиле, США
- Эдельхеге, Швеция
- Непомук, Чехия